# Holstebro Vandkraftværk
Holstebro Vandkraftværk er et vandkraftværk beliggende ved Storåens krydsning med ringvejen øst om Holstebro. Værket åbnede i marts 1942, efter anlæggelsen af Vandkraftsøen i årene forinden. Det har en turbine med en effekt på 635 kW, mens vandet har en faldhøjde på op til 5m, og oprindeligt kunne værket dække en stor del af byens behov for strøm. Det lukkede efter et uheld, som i 2011 ødelagde generatoren. Værket producerede årligt ca. 3 GWh, hvilket med Holstebros stigende elforbrug efterhånden kun var nok til at dække elforbruget til gadebelysningen.
Værkets drift har i årevis været genstand for diskussion, idet opdæmningen af Storåen i Vandkraftsøen har været stærkt hæmmende for laksens muligheder for at yngle, til trods for en laksetrappe anlagt sammen med elværket, som aldrig kom til at virke, samt et i 1989 anlagt omløbsstryg, som havde begrænset effekt for laksens adgang til Storåens løb oven for byen.